# Тойказан

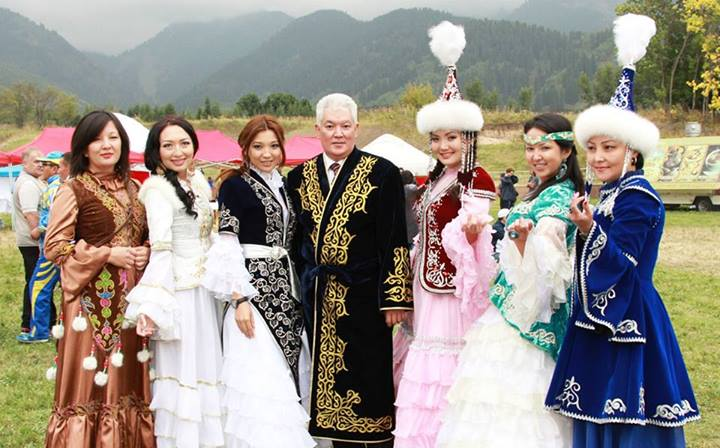
Конкурс национальных костюмов

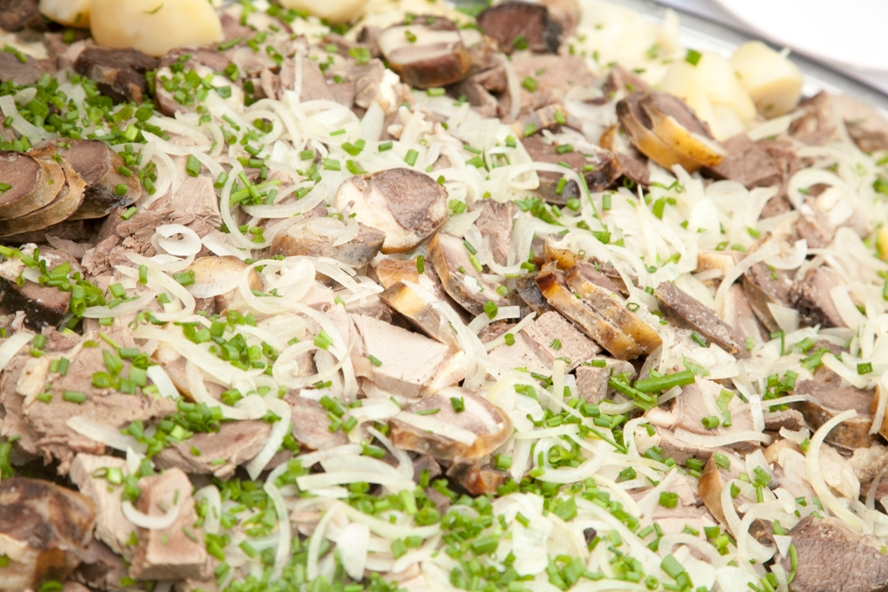
Бешбармак

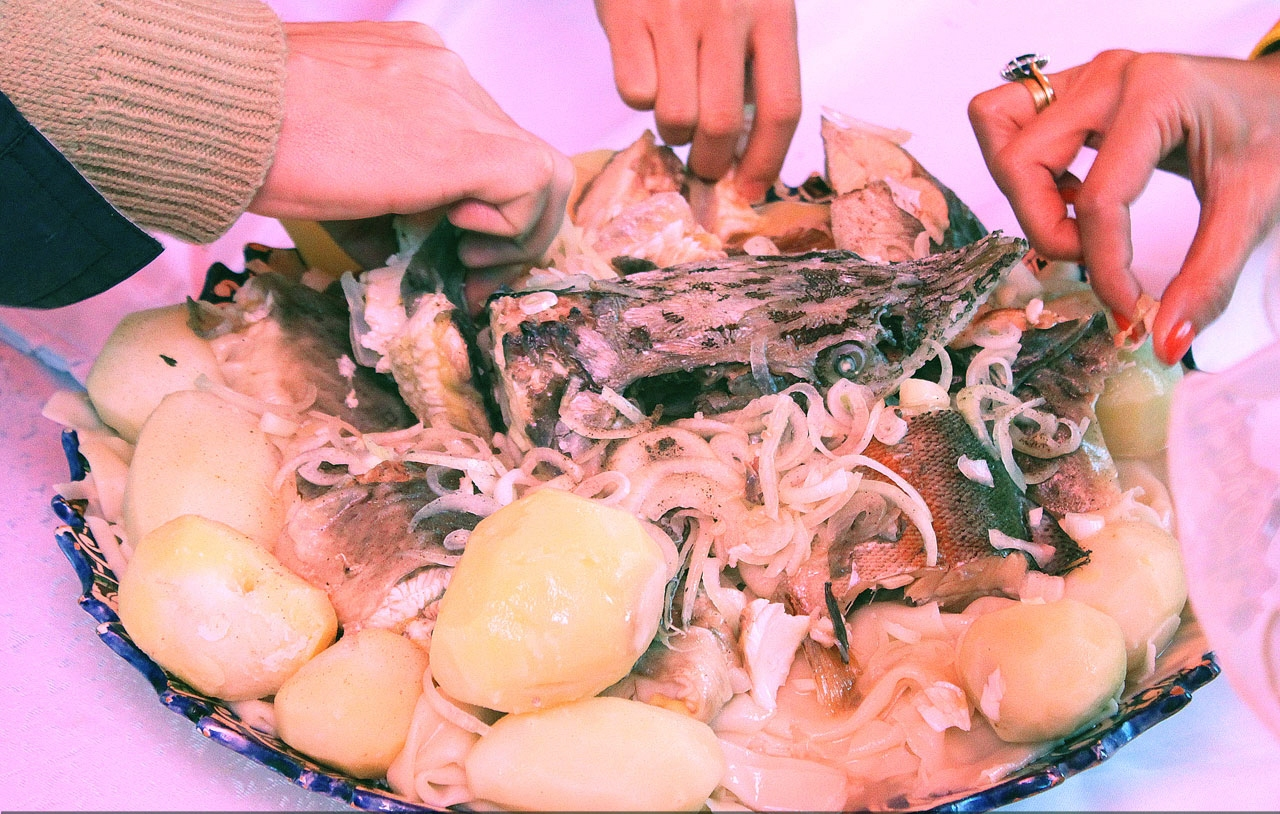
Бешбармак из осетрины, распространенный в Западном Казахстане

Фестиваль национальной кухни народа Казахстана «Тойказан» ежегодно проходит в Алматинской области.
На фестивале проходят конкурсы на приготовление лучших блюд казахстанской кухни. Это бешбармак, баурсак, куырдак и другие блюда, вошедшие в казахскую и казахстанскую кухню. Фестиваль собирает несколько тысячей гостей каждый год. Символом фестиваля является казан, возле которого происходят праздники в Казахстане. Казан выступает символом дружбы. А слово «Тойказан» означает праздничный казан.
Основными конкурсами фестиваля являются: приготовление лучшего баурсака, лучшего бешбармака и куырдака, конно-спортивные игры, конкурсы среди блогеров, построение юрты и другие.
В традиционную казахстанскую кухню сегодня входят не только казахские блюда, но и блюда народов Казахстана. Сегодня это борщ, самса, плов, манты и другие блюда.
Вся арена фестиваля представляет собой импровизированный казахский аул, где сектора поделены на тематические площадки.
«Аул мастеров» — одна из площадок фестиваля, где собраны мастера, ремесленники, ткачи, гончары и другие специалисты, занимающиеся изготовлением национальных изделий и сувениров.
Открытая мастерская — это интерактивное поле, где каждый может принять участие в изготовлении какого либо сувенира или изделия.
На фестивале устраивается конкурс среди поваров и ресторанов по приготовлению лучшего бешбармака.
В 2014 году на фестивале «Тойказан» было приготовлено рекордное количество баурсаков — 900 кг.
Также на фестивале «Тойказан» проводится конкурс на лучшие национальные костюмы. Среди костюмов представлены как казахские, так и русские, узбекские и другие национальные костюмы.
Автором идеи является писатель Бекнур Кисиков.